# 清新区
清新区是中华人民共和国广东省清远市下辖的市辖区，位于广东的西北部，是珠江三角洲与粤北山区的过渡地带。总面积2353平方公里，始建于1988年6月。區人民政府駐府前路3號。

## 历史沿革
清新区是原清远县的一部分。1988年，撤销清远县，设立清远市，原清远县划分为清城区、清郊区两个县级区，隶属清远市管辖。
1992年6月，撤销清郊区，设立清新县。
2002年5月，秦皇镇并入太平镇；原回澜镇的回澜居委会和飞水、井塘、白莲、塔脚、滘星、新洲、万群、万星、五星9个村委会并入太和镇，回正、低地、大湾3个村委会并入山塘镇。
2003年6月，撤销珠坑镇、清侨镇、新洲镇，分别并入龙颈镇、江口镇、沙河镇。
2003年9月，白湾镇并入石潭镇。
2003年末，全县设太和、升平、高田、江口、山塘、太平、三坑、禾云、石马、南冲、龙颈、石坎、沙河、鱼坝、浸潭、石潭、桃源共17个镇和笔架林场。全县所辖面积2725平方公里。
2004年5月，撤销江口镇、升平镇、高田镇，合并设立飞来峡镇。石马镇、南冲镇、石坎镇并入龙颈镇；鱼坝镇、沙河镇并入禾云镇；桃源镇并入浸潭镇。
2004年年末，全县设太和、山塘、太平、三坑、飞来峡、禾云、龙颈、浸潭、石潭等共9个镇和笔架林场。
2009年3月，飞来峡镇正式划归清城区管辖。
2012年12月，撤销清新县，设立清新区，並下轄原行政區劃區域。

## 行政区划
清新区下辖8个镇：
太和镇、太平镇、山塘镇、三坑镇、龙颈镇、禾云镇、浸潭镇、石潭镇和笔架林场。

## 人口
根據第七次全国人口普查數據，截至2020年11月1日零時，清新區常住人口為618523人。

## 交通
- 许广高速、 汕昆高速、 汕湛高速
- 107国道、 355国道

## 教育
```
初級中学：清远清新区實驗學校、太和镇回瀾初级中学、龙颈镇第一初级中学、滨江中学(亦是高级中学)、禾云镇新洲学校、龙颈镇河洞学校、馬安学校、太平镇初级中学、清远清新区鳳霞中学、浸潭鎮第一初级中学、浸潭鎮第二初级中学、清新区浸潭鎮桃源学校、石潭第一初级中学、三坑鎮初级中学、魚壩中学
```

```
高级中学：清远市清新區第一中學、清远市清新區第二中學、清远市清新區第三中學、清远市清新區第四中學、清远市清新區第五中學、清新区滨江中学(亦是初級中学)、清远崇文高级中学、石坎中学、 清远石馬中学
```